# Omiodes tristrialis
Omiodes tristrialis is een vlinder uit de familie van de grasmotten (Crambidae). De wetenschappelijke naam van deze soort is voor het eerst voorgesteld door Otto Bremer in een publicatie uit 1864.
De soort komt voor in het Russische Verre Oosten, China, Thailand en Japan.